# Viggo af Rosenborg
Prins Viggo, Greve af Rosenborg (født Prins til Danmark) (25. december 1893 – 4. januar 1970) var en dansk prins, der var søn af Prins Valdemar og sønnesøn af Christian 9.
Da Prins Viggo giftede sig borgerligt i 1924, mistede han sin arveret til tronen og fik titlen Greve af Rosenborg.

## Biografi

### Tidlige liv
Prins Viggo blev født den 25. december 1893 i Det Gule Palæ ved siden af Amalienborg i København som Prins Viggo Christian Adolf Georg til Danmark. Han var fjerde søn af Prins Valdemar og Prinsesse Marie af Orléans og dermed barnebarn af Kong Christian 9.
Viggo voksede op i Det Gule Palæ tæt ved Amalienborg og på Bernstorff Slot i Gentofte. Sammen med sine søskende fik han en meget fri og utvungen opdragelse, tilskyndet af deres mor, prinsesse Marie.

### Ægteskab
Prins Viggo giftede sig 10. juni 1924 i New York med amerikanerinden Eleanor Green (Prinsesse Viggo) (1895-1966). Ægteskabet var ikke jævnbyrdigt (ej at forveksle med morganatisk), og Prins Viggo måtte i forbindelse med sit ægteskab frasige sig titel og rang som Prins til Danmark og Kongelig Højhed og blev strøget fra den danske tronfølge. Han fik i stedet titlen greve af Rosenborg. Parret fik ingen børn.

### Ridning
Han gennemgik Hærens Rideskole og afgik derfra som berider.
Han vandt to danske mesterskaber i ridning i 1931, da han på hesten Acrobate vandt terrænspringning og ridebanespringning.

### Senere liv
Prins Viggo døde 4. januar 1970 på Ebeltoft Sygehus.

## Titler, prædikater og æresbevisninger

### Titler og prædikater fra navngivning til død
- 1893-1924: Hans Kongelige Højhed Prins Viggo til Danmark.
- 1924-1970: Hans Højhed Prins Viggo, Greve af Rosenborg.

### Æresbevisninger

#### Danske dekorationer
- Danmark: Ridder af Elefantordenen (R.E.)  (1911).
- Danmark: Storkommandør af Dannebrogordenen (S.Kmd.)  (1968).

#### Udenlandske dekorationer
- Sverige: Ridder af Serafimerordenen (S.Sph.)  (1952).